# Musikaliskt Lördags-Magazin

Noter till en ”Konsertouvertyr” av Andreas Randel, arrangerad för fyrhändigt piano och publicerad i Musikaliskt Lördags-Magazin 1839.
Sidhuvudet:
N:o 12 & 13 År 1839.
MUSIKALISKT LÖRDAGS-MAGAZIN
Lördagen d. 30 Martii
Prenumeration emottages à 8 Sk. N:r, eller 2 Rd. 8Sk.B:co för Qvartalet i Musik- och Bokh:r i Stockh. och med tillökn. af vanligt Postförv:arfvode på Post-Cont. och hos H:rr Bokh:s Commisionärer i Landsorten. Lösa N:r 12 SkB:o
Uttydes:
Prenumeration emottages à 8 skilling per nummer, eller 2 riksdaler och 8 skilling banco för ett kvartal i bokhandlar i Stockholm och med tillägg av vanligt postförvaltararvode på postkontor och hos herrar bokhandelskommissionärer i landsorten. Lösa nummer 12 skilling banco.

Musikaliskt Lördags-Magazin var en tidskrift som utgavs 1838–1839 i Stockholm. Redaktör var Olof Wilhelm Uddén. Tidningen innehöll sånger och pianostycken, samt arrangemang av orkestermusik för piano. Sammanlagt utkom 34 nummer.